# Вовкунович Андрій Олексійович
Андрі́й Олексі́йович Вовкуно́вич — капітан Збройних сил України. В мирному житті проживає у Львові, з дружиною виховують дітей.

## Життєпис
Випускник академії сухопутних військ імені гетьмана Петра Сагайдачного.
Командир розвідувально-штурмового відділення 40-го батальйону територіальної оборони. Вивів свою групу з оточення бойовиків з-під Савур-Могили, де вели бої 2 тижні. Група потрапила в оточення, коли терористично-російські сили зайняли Амвросіївку. Його відділення виходило з оточення без важкої техніки — пішки, у формі, зі зброєю, використовували тактику заплутування — робили вигляд, що йдуть в один бік, рухалися у інший. Група з 21 вояка пробиралася 16 діб — по ночах, вийшла без поранень та вбитих. В одному із населених пунктів їх «здали» ДНР-івцям — один із вояків необдумано полишив на полі облущений качан від кукурудзи, терористи вночі обстріляли посадку.
Останні 5 діб пробиралися без води та їжі — терористи були повідомлені підтримуючими місцевими жителями, і біля всіх доступів до води сиділи ворожі «секрети», при наближенні відразу обстрілювали; вийшли за 60 кілометрів від Маріуполя.

## Нагороди
- орден «За мужність» III ступеня (8.09.2014)[1]
- Медаль «10 років Збройним Силам України»
- нагрудний знак «За досягнення у військовій службі ІІ ступеня»